# Belmonte kommun, Spanien
Belmonte är en kommun i Spanien.   Den ligger i provinsen Provincia de Cuenca och regionen Kastilien-La Mancha, i den centrala delen av landet, 130 km sydost om huvudstaden Madrid. Antalet invånare är 2 147. Arean är 93 kvadratkilometer.
Terrängen i Belmonte är platt.